# Schematyzm Archidiecezji Wrocławskiej
Schematyzm Archidiecezji Wrocławskiej (niem. Schematismus des Bisthums Breslau) – rocznik urzędowy kościołów i duchowieństwa archidiecezji wrocławskiej przeznaczony dla duchowieństwa. Początkowo wydawano w języku łacińskim, następnie w większości w języku niemieckim, a od 1952 w języku polskim.
Schematyzmy w diecezji wrocławskiej były wydawane od ok. połowy XVIII wieku w języku łacińskim. Od początku XIX wieku były wydawane w języku niemieckim, ponieważ Wrocław wraz z całym Śląskiem od 1740 roku był pod panowaniem Królestwa Pruskiego, a od 1871 roku Zjednoczonego Cesarstwa Niemieckiego. 13 sierpnia 1930 roku we Wrocławiu została utworzona archidiecezja. Ostatnim niemieckim arcybiskupem był Adolf Bertram. W 1945 roku Śląsk powrócił do Polski, po wysiedleniu Niemców przybyli polscy osiedleńcy i repatrianci, a wraz z nimi polskie duchowieństwo. Od 1952 roku schematyzm jest wydawany w języku polskim.
Według rocznika z 2000 roku skład schematyzmu przedstawia się następująco: skład osobowy episkopatu w diecezjach, biografie aktualnych biskupów wrocławskich, skład osobowy kapituły archikatedralnej, skład osobowy kurii metropolitarnej, wykaz instytucji archidiecezji, wykaz profesorów i wykładowców Papieskiego Fakultetu Teologicznego i Wyższego Seminarium Duchownego, wykaz alumnów seminarium. Największą część rocznika zajmują wykazy parafii w dekanatach z podstawowymi danymi statycznymi i wykazem księży. Wykaz księży emerytów, wykaz zakonów męskich i żeńskich. Wykaz księży według lat święceń, wykaz kapłanów zmarłych od 1945 roku. Na końcu rocznika znajduje się alfabetyczny skorowidz duchownych i parafii.